# Hoplopleura fonsecai
Hoplopleura fonsecai är en insektsart som beskrevs av Werneck 1934. Hoplopleura fonsecai ingår i släktet Hoplopleura och familjen gnagarlöss. Inga underarter finns listade i Catalogue of Life.